# Ахмедова-Колюбакина, Марина Анатольевна
Марина Анатольевна Ахмедова (Колюбакина) (род. 5 января 1952, Челябинск) — поэт, переводчик, публицист. Председатель Правления Союза писателей Дагестана.Заслуженный работник культуры Российской Федерации (2003). Народный поэт Дагестана (2014).

## Биография
Родилась 5 января 1952 года в Челябинске в семье инженеров. Русская. Детство и юность прошли в Харькове (Украина). Стихи начала писать в шестилетнем возрасте. С 1962 года посещала литературное объединение при харьковском дворце пионеров. В 1967 году была участницей совещания молодых писателей Харькова и Харьковской области, где ее стихи получили положительную оценку и прозвучали по областному телевидению.
После окончания школы работала библиотекарем на Харьковском заводе транспортного оборудования. Некоторое время училась на филологическом факультете Челябинского педагогического института, затем поступила в Литературный институт им. Горького в Москве (поэтический семинар Евгения Долматовского), который в 1977 году успешно окончила.
Во время учебы в Литературном институте вела активную общественную работу. Была главным редактором институтской газеты «Колокол», со студенческими агитбригадами выступала перед тружениками Псковской области, Алтайского края, Горно-Алтайской АО, моряками Северного флота. В 1974 году была включена в состав агитбригады Союза писателей СССР, где вместе с известными советскими поэтами и писателями Михаилом Лукониным, Фазилем Искандером, Францем Тауриным, Рыгором Бородулиным и другими выступала перед трудящимися Туркменской ССР. В марте 1975 года была участницей VI Всесоюзного совещания молодых писателей в Москве (семинар Михаила Луконина и Евгения Евтушенко).
После окончания Литературного института в 1977 году приехала в Дагестан. Трудовую деятельность начала с работы в республиканских журналах «Советский Дагестан» и «Соколёнок». С 1980 года работала в Союзе писателей Дагестана в качестве руководителя секции художественного перевода, секретаря правления СП РД, заместителя председателя Правления СП РД. После ухода из жизни председателя Правления Союза писателей Дагестана Расула Гамзатова 3 ноября 2003 года до избрания нового руководителя 13 января 2004 года была исполняющей обязанности председателя Правления СП Дагестана. Многие годы была председателем профкома Союза писателей Дагестана. С 2001 по 2013 год была ответственным редактором ежемесячного литературного приложения «Литературный Дагестан» к газете «Дагестанская правда». С 2007 года – учредитель издательства «Дагестанский писатель».
После безвременного ухода из жизни народного поэта Дагестана Магомеда Ахмедова 3 марта 2023 года избрана Правлением Союза писателей Дагестана председателем писательской организации республики.
Член Союза писателей СССР с 1987 года. Член Союза журналистов России с 2000 года.
В настоящее время М. Ахмедова (Колюбакина) – председатель Правления Союза писателей Дагестана, руководитель русской секции и секции художественного СП РД, редактор детского журнала «Соколёнок».

## Творчество
Первые публикации М. Ахмедовой появились в начале 1970-х годов в газетах «Вечерний Челябинск» и «Челябинский рабочий», литературных журналах «Прапор» (Харьков), «Ашхабад», «Огонёк», «Дон», «Советский Дагестан», затем в еженедельнике «Литературная Россия», республиканских газетах «Дагестанская правда», «Комсомолец Дагестана» и других.
М. Ахмедова (Колюбакина) – автор поэтических сборников: «Отчий свет», «Високосный век», «Осень столетья», «Твой образ», «Равноденствие», «Ностальгия» «Кавказская тетрадь», «Долгое эхо», «Древо жизни», «И здесь, в долине Дагестана», «Стихи.ру (Для поэтов нет плохих времён)», Антология дагестанской поэзии, «Из всех родников», «Русское поле», «Волшебный сундучок», «Дым Отечества», «Стамбульская тетрадь», «La viandante incantata» /«Очарованная странница»/ (Италия), «Осенний час», Антология русской поэзии на арабском языке (Египет), «Аритмия», вышедших в Москве, Махачкале, Италии и Египте.
Стихи Марины Ахмедовой переведены на английский, азербайджанский, арабский, башкирский, белорусский, болгарский, итальянский, киргизский, туркменский, украинский, чеченский и многие языки Дагестана.
М. Ахмедова – автор переводов стихов и поэм народных поэтов Дагестана Расула Гамзатова, Фазу Алиевой, Сулеймана Стальского, Ахмедхана Абу-Бакара, Юсупа Хаппалаева и многих других дагестанских авторов, а также украинских, турецких, болгарских, башкирских, татарских, якутских, чеченских, латышских, итальянских, румынских и азербайджанских поэтов. В столичных и республиканских издательствах в разные годы вышли поэтические сборники дагестанских поэтов, куда вошли переводы М. Ахмедовой (Колюбакиной), общим тиражом более 500 тысяч экземпляров.
Музыку к песням на слова М. Ахмедовой написали такие известные дагестанские композиторы, как М. Гусейнов, М. Касумов, В. Шаулов, М. Омаров, Т. Курачев и др. На ее стихи написаны песни к спектаклям, идущим на сценах республиканских театров.
Она – автор переводов крупных драматических произведений «Хунзахская ханша» З. Батировой, «Каменный мальчик» и «Афизат» Х. Хаметовой. Спектакль по переведенной ею эпической поэме Р. Гамзатова «Концерт» поставлен на сцене Русского драматического театра им. Горького.
В 2003 году в издательстве «Эпоха» М. Ахмедова-Колюбакина издала в своих переводах последнюю прижизненную книгу народного поэта Дагестана Расула Гамзатова «Имя твоё». Её переводы стихов, сказаний и поэм Р. Гамзатова вошли в более, чем 40 поэтических сборников поэта, в том числе и в 3-томное собрание сочинений (Москва), 8-томное собрание сочинений (Москва) и 18-томное собрание сочинений (Махачкала).
В 2013 году М. Ахмедова принимала участие в передаче «Достояние республики» на федеральном Первом канале, которая была посвящена творчеству Расула Гамзатова.
О творчестве М. Ахмедовой отзывались такие известные российские поэты и критики, как Расул Гамзатов, Евгений Долматовский, Михаил Луконин, Андрей Вознесенский, Евгений Евтушенко, Людмила Щипахина, Вадим Дементьев, Фазу Алиева и многие другие.
Стихи и художественные переводы М. Ахмедовой размещены на многих популярных сайтах с аудиторией в сотни тысяч читателей. Также творчество и общественная деятельность М. Ахмедовой широко освещались в печатных и электронных СМИ. О жизни и творчестве М. Ахмедовой снято несколько телевизионных фильмов и передач на республиканском телевидении (ГТРК «Дагестан», РГВК «Дагестан», ННТ).
Стихи и переводы  М. Ахмедовой постоянно публикуются в литературных журналах «Немига» (Минск), «Крым» и «Доля» (Симферополь), «Литературная газета» (Москва), «Литературный Азербайджан» (Баку), «Нана» и «Вайнах» (Грозный), «Дон» (Ростов-на-Дону), «Московский литератор» (Москва), «Симбирскъ» (Ульяновск), «Дружба народов» (Москва), «Родная Ладога» (Санкт-Петербург), «Молодая гвардия» (Москва),  журнале «Farqad» (Саудовская Аравия)  и других.

## Общественная деятельность
М. Ахмедова является председателем жюри Международного поэтического конкурса «Il Parnaso - Concorso di Poesia - Premio Angelo La Vecchia» в номинации «Специальная премия Расул Гамзатов» с 2016 года (Италия), членом жюри Всероссийского конкурса художественного перевода с языков народов Российской Федерации «Услышь, Россия, наши голоса» (Москва), членом жюри Международного литературного фестиваля «Интеллигентный сезон» (Крым) и членом жюри многих республиканских литературных конкурсов.
Также М. Ахмедова ведет патриотическую и антитеррористическую работу в учебных заведениях республики, выступает с лекциями и поэтическими вечерами. В 2021 году Театр поэзии показал поэтическую композицию «О небо, помоги стереть с ладоней кровь, которая течёт из сердца моего» по произведениям Марины Ахмедовой.
М. Ахмедова была делегатом многих съездов писателей Дагестана, РСФСР и СССР. За годы работы в Союзе писателей Дагестана принимала активное участие в литературной жизни, принимала участие в днях литературы и искусства Дагестана в Волгограде (1985), Москве (1986), Ульяновске (1987), Санкт-Петербурге (2001), Москве (2003 и 2008), с писательскими делегациями побывала во Франции (1987), Австрии и Венгрии (1989). Была участницей многих международных и всероссийских  литературных форумов: Международная литературная конференция (Стамбул-Ялова, 2013), Всероссийский Пушкинский фестиваль (Псков-Пушкиногорье, 2015), Международная книжная ярмарка (Иран, 2016), Дни Дагестана (Баку, Минск, 2016), Международный фестиваль «Белые журавли России» (Москва, 2016), Международный фестиваль «Берега дружбы» (Ростов-на-Дону, 2017), Всероссийский  Фестиваль народного единства (Москва, 2018), Всероссийское Совещание переводчиков национальной литературы (Московская обл. г. Чехов, 2018), Дни Расула Гамзатова (Баку, 2018), Всероссийский литературно-патриотический фестиваль «Прохоровское поле» (Белгород, 2019),  Дни ногайской литературы в Турции (Стамбул-Ялова-Анкара, 2019), Международный литературный фестиваль «Интеллигентный сезон» (Крым, 2019 и 2020).

## Награды и премии
За плодотворную общественную и переводческую деятельность, за гуманизм и служение России М. Ахмедова награждена общественными наградами: памятной медалью «В память 850-летия Москвы» (Москва, 1997), памятной медалью «100 лет со дня рождения Шолохова» (Москва, 2004), орденом Дружбы Калмыкии (Элиста, 2008), медалью Всемирного Фонда Имама Шамиля «200 лет Шамилю» (2012), золотой медалью Василия Шукшина Союза писателей России (Москва, 2012), золотой медалью Международного поэтического конкурса «Парнас Интернациональный» (Сицилия, 2015), орденом «Дружба народов» (Москва, 2018). За большой вклад в популяризацию творчества Расула Гамзатова награждена серебряной медалью Международного фонда Расула Гамзатова (2018).
М. Ахмедова – член Общественной палаты Республики Дагестан первого состава (Указ Президента РД,  2007).
М. Ахмедова – обладатель гранта Президента Республики Дагестан в области культуры и искусства: (Драма «Хунзахская ханша», перевод с аварского, 2009), обладатель гранта Главы Республики Дагестан в области культуры и искусства: («Антология дагестанской поэзии», 2015) и («Волшебный сундучок», 2017).
В 2007 году за большой вклад в развитие культуры М. Ахмедова получила Благодарность министра культуры Российской Федерации. Награждена многими Почетными грамотами и именными часами мэра Махачкалы (2007).
За большой вклад в развитие дагестанской и российской литературы М. Ахмедовой Указом Госсовета РД присвоено почетное звание «Заслуженный работник культуры Республики Дагестан» (1994), а Указом Президента России Владимира Путина – почетное звание «Заслуженный работник культуры Российской Федерации» (2003). М. Ахмедова (Колюбакина) – народный поэт Дагестана (Указ Главы РД, 2014).
М. Ахмедова – лауреат республиканской премии Ленинского комсомола Дагестана в области литературы (1981). В 2005 году Указом Госсовета РД М. Ахмедовой первой была присуждена Государственная литературная премия Республики Дагестан имени Расула Гамзатова (за книгу «Кавказская тетрадь»). В 2007 году она стала лауреатом премии еженедельника «Литературная Россия» (за поэму «Долгое эхо»). Победитель международного конкурса поэзии «Парнас – премия Анджело ла Веккья» в Италии в номинации «Парнас интернациональный» (Италия, медаль и диплом, 2015). Лауреат Всероссийской литературной премии за лучший художественный перевод «Словес связующая нить» (Москва, 2015), Международной премии «Белые журавли России» в номинации «Лучший литературный перевод» (Москва, 2016). Лауреат Государственной премии Республики Дагестан в области литературы (за Антологию дагестанской поэзии, 2017). Лауреат сайта «Российский писатель» (Москва, 2017), лауреат премии Союза писателей России «Слово-2018» (Москва, 2018).